# Corrente di Agulhas

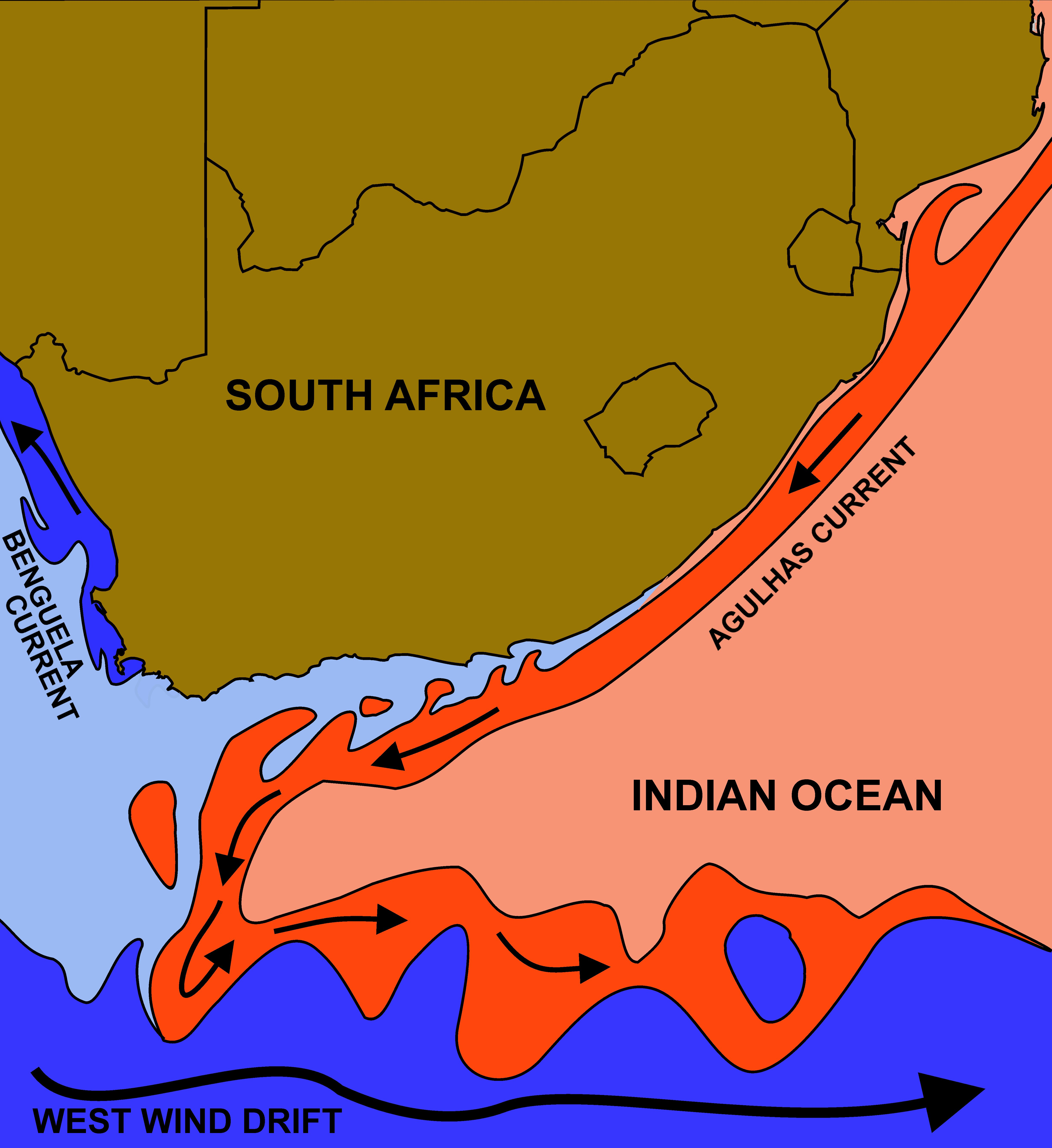
La calda corrente di Agulhas (in rosso) si muove lungo le coste orientali del Sudafrica, mentre la fredda corrente del Benguela (in blu) si muove sulle coste occidentali.

La corrente di Agulhas è una corrente marina calda dell'oceano Indiano meridionale.

## Geografia
Scorre con direzione mediamente nordest-sudovest lungo le coste africane del Mozambico e del Sudafrica, curva poi assumendo direzione più decisamente occidentale, raggiungendo nel bacino di Agulhas l'omonimo promontorio lungo la costa sudafricana (capo Agulhas), che segna convenzionalmente il confine fra gli oceani Atlantico e Indiano; qui, dopo essersi scontrata con la corrente fredda del Benguela, inverte la sua direzione e ritorna verso est come corrente di ritorno di Agulhas. La corrente è veloce, potendo raggiungere velocità di circa 2 m/s alla superficie.
La corrente di Agulhas porta acque calde dall'oceano Indiano equatoriale e, insieme con la corrente del Mozambico, favorisce condizioni di clima umido (tropicale o semitropicale) lungo le coste del Mozambico e lungo le coste orientali del Sudafrica.